# Melchior Wildrich
Melchior Wildrich (1541 – 1624) è stato un politico e condottiero svizzero.

## Biografia
Fu forse figlio di un omonimo Melchior Wildrich, già Landamano di Nidvaldo. Militare con il grado di capitano, occupò diversi incarichi politici: fu usciere dal 1582 al 1585, balivo della Riviera nel 1586 e balivo di Mendrisio nel 1587. Fu anche landscriba dal 1606 al 1609, Landamano di Nidvaldo nel 1617 e nel 1621, e inviato alla dieta federale a Baden nel 1622.